# Ceratina rufigastra
Ceratina rufigastra är en biart som beskrevs av Cockerell 1937. Ceratina rufigastra ingår i släktet märgbin, och familjen långtungebin. Inga underarter finns listade i Catalogue of Life.